# Nick Holten
Nick Holten (ur. 10 marca 1973 w Hamilton) – urodzony w Nowej Zelandii rugbysta holenderskiego pochodzenia grający w drugiej i trzeciej linii młyna, reprezentant Holandii, następnie trener.
Urodził się jako dwunaste z czternaściorga dzieci holenderskich emigrantów i wychowywał na farmie w okolicach Hamilton. W młodości grał w piłkę nożną, rugby poznał zaś podczas nauki w Fairfield High School.
W 1994 roku miał szansę grać po raz pierwszy dla regionalnego zespołu Waikato, w wypadku w pracy zmiażdżył jednak cztery palce prawej ręki uratowane następnie przez lekarzy. Jego debiut odwlekł się zatem o rok, choć i tak większość sezonu zawodnik stracił z powodu rekonstrukcji kolana. Również w kolejnych latach Holten trapiony był kontuzjami – w 1998 roku cierpiał na dyskopatię, na przełomie 1999/2000 poddał się natomiast rekonstrukcji ramienia. W 1997 roku spróbował swoich sił w rugby league w klubie Canterbury Bankstown z Sydney, jednak uznał, iż nie ma predyspozycji do tego sportu. Powrócił zatem do Waikato i występował w nim do roku 2000 zaliczając łącznie trzydzieści pięć występów i czterdzieści punktów z przyłożeń biorąc udział w finale National Provincial Championship 1998 oraz obronach Ranfurly Shield. Na poziomie Super 12 zawodnik grał dla Chiefs.
W holenderskiej reprezentacji wystąpił w listopadzie 1998 roku w dwóch testmeczach rozegranych w ramach eliminacji do Pucharu Świata 1999.
W 2000 roku wyjechał do Japonii, gdzie związał się z klubem Toshiba Brave Lupus. Z sukcesami obejmującymi mistrzostwa kraju spędził tam osiem sezonów.
Po zakończeniu kariery zawodniczej w 2008 roku pozostał w tym klubie jako trener formacji młyna. W tej samej roli od 2012 roku pracował w Kobe Steel Kobelco Steelers. W 2009 roku objął też funkcję trenera Fraser Tech Rugby Club występującego w regionalnych rozgrywkach Waikato Rugby Union, która przyniosła mu nominację do lokalnych nagród.